# جون هيريفل
كان جون ويليام جاميسون هيريفل (29 أغسطس عام 1918 - 18 يناير عام 2011) مؤرخًا علميًا بريطانيًا ومحللًا سابقًا للشيفرات في الحرب العالمية الثانية في حديقة بليتشلي.
باعتباره محلل شيفرات يُعنى بتحليل شيفرة الإينيغما (اللغز)، يُذكر اسم هيريفل بشكل رئيسي بسبب اكتشافه ما يُسمى سر هيريفل أو هيريفليمس. يتألف هيريفليمس من الفكرة وسر هيريفل وطريقة إثبات ما إذا كان طبق باستخدام مربع هيريفل. وبُني على أساس رؤية هيريفل عادات مشغلي الإينيغما الألمان والتي سمحت لحديقة بليتشلي أن تستنتج بسهولة جزءًا من المفتاح اليومي. ولفترة وجيزة لكن حرجة بعد مايو 1940، كان سر هيريفل مع ما يسمى «سيليس» (وهي فئة أخرى من الأخطاء التي يرتكبها المشغل) التقنية الرئيسية المستخدمة في حل الإينيغما.
أصبح هيريفل أكاديميًا بعد الحرب، إذ كان يدرس تاريخ وفلسفة العلوم في جامعة كوينز بيلفاست، وخاصة إسحاق نيوتن وجوزيف فورير وكريستيان هويجنز. وكتب بعد تقاعده سيرة ذاتية عن عمله في حديقة بليتشلي بعنوان هيريفليمس والإينيغما العسكرية الألمانية.

## التوظيف في حديقة بليتشلي
وُلد جون هيريفل في بيلفاست ودخل كلية بيلفاست الميثودية من عام 1924 إلى عام 1936. حاز على منحة كيتشنر لدراسة الرياضيات في كلية سيدني ساسكس في كامبريدج في عام 1937، حيث كان مشرفه جوردون ويلشمان. وظفه ويلشمان في مدرسة الشيفرات والأكواد الحكومية في حديقة بليتشلي. وعمل ويلشمان مع آلان تورينغ في قسم «الكوخ 6» الذي أُنشئ حديثًا بهدف حل إينيغما الجيش والقوات الجوية. وبعد أن بلغ هيريفل 21 عامًا، وصل إلى بليتشلي في 29 يناير عام 1940 وأُطلع على اللغز من قبل آلان تورينغ وتوني كيندريك.

## إينيغما (اللغز)
في الوقت الذي بدأ فيه هيريفل العمل في حديقة بليتشلي، كان الكوخ 6 يحقق نجاحًا محدودًا فقط مع الرسائل المشفرة بالإينيغما، ومعظمها كانت من شبكة إينيغما للقوات الجوية الألمانية المعروفة باسم «ريد» (أحمر). وكان يعمل برفقة ديفيد ريس، وهو عالم رياضيات آخر في كامبريدج جُنّد أيضًا من قبل ويلشمان في مدرسة إلمرز القريبة، لاختبار الحلول المرشحة وتهيئة إعدادات لوحة التوصيلات. كانت العملية بطيئة، ومع ذلك، كان هيريفل مصممًا على إيجاد طريقة لتحسين هجومهم، وكان يقضي أيامه يحاول التفكير بطرق للقيام بذلك.
كانت الرسائل المعترضة المرمّزة بشيفرة مورس قد شُفّرت بواسطة إينيغما الألمان، وهي آلة تشفير كهروميكانيكية ذات دوارات طبّقت تشفيرًا متعدد الأبجديات. كان النموذج الرئيسي المستخدم في عام 1940 يحتوي على ثلاثة دوارات تحدد مسارًا كهربائيًا من لوحة المفاتيح إلى لوحة المصابيح. إن الضغط على مفتاح ما يتسبب بإضاءة مصباح واحد وتقدم الدوار الأيمن بمقدار حرف واحد. إن ذلك يغير المسار الكهربائي، إذ يؤدي الضغط على نفس المفتاح مرة أخرى إلى إضاءة حرف مختلف. في أحد المواضع الستة والعشرين، يتداخل سنٌّ من الدوار الأيمن مع الدوار الأوسط فيدوران معًا، وبالمثل، فإن الدوار الأوسط سيتداخل مع الدوار الأيسر، ما يعطي فترة طويلة جدًا قبل تكرار التسلسل (26×26×26=17576).
يمكن ضبط الحلقة، الموجودة على الدوار والحاوية على السن والتي تسببت في تقدم الدوار التالي، على أي من المواضع الستة والعشرين. اختيرت الدوارات الثلاثة من مجموعة مكونة من خمسة أجزاء، ما يعطي 60 طريقة مختلفة لتركيب الدوارات في الآلة. ولكن نظرًا لأن الألمان وضعوا القاعدة القائلة إنه لا ينبغي أن يكون الدوار في نفس الوضع لأيام متعاقبة، فإذا كان قد تم التعرف على دوارات الأيام السابقة ومواضعها، فإن هذا العدد ينخفض إلى 32.
عملت الإينيغما بطريقة تبادلية، إذ تُظهر آلة مماثلة مع إعدادات متطابقة، في حال تغذية الحروف المشفرة، الحروف محلولة الشيفرات على لوحة المصابيح. كان لدى «الكوخ 6» آلاتٌ بنسخة مماثلة لآلة اللغز، وكانت منطقيًا مطابقة للآلات التي يستخدمها الألمان. كان من الضروري معرفة اختيار الدوارات وإعدادات الحلقة ووصلات لوحة التوصيلات لفك تشفير الرسائل المعترضة. وفي هذا الوقت تُستخدم الأحرف الثلاثة الأولى من مقدمة الرسالة كمؤشر لإبلاغ المشغل المتلقي بالحروف التي يجب أن تظهر في النوافذ لهذه الرسالة المحددة.

## سر هيريفل
في فبراير عام 1940، كان لدى هيريفل رؤية مفادها أن بعض كاتبي الأكواد الألمان الكسالى قد يتخلّون عن إعدادات حلقة الإينيغما في رسالتهم الأولى من اليوم. وإذا كان هناك العديد من الكتاب الكسالى، فإن الرسالة الأولى الأساسية لن تكون عشوائية؛ بل ستكون متجمعة حول إعدادات الحلقة، وقد أصبحت هذه الرؤية معروفة باسم سر هيريفل.
لم تكن هناك حاجة لذلك، لأن القوات الجوية الألمانية كانت تشفّر مفاتيح الرسائل الخاصة بهم بشكل مضاعف، إذ يمكن استخدام تقنيات مثل طريقة الأوراق المثقبة. أوقف الألمان المفاتيح المشفرة بشكل مضاعف في مايو عام 1940. وبينما أصبحت الأساليب الأخرى غير فعالة، بدأت حديقة بليتشلي باستخدام سر هيريفل لاقتحام حركة القوات الجوية الألمانية. بقيت هذه الطريقةَ الرئيسيةَ حتى وصلت آلة «بومب» (القنبلة) في أغسطس عام 1940.

## إجراءات تشفير الإينيغما
كانت الدوارات وموضع الحلقة الحاوية على السن تتغير يوميًا، وكانت الإعدادات محددةً في دفتر الأكواد المشترك بين جميع المشغلين على تلك الشبكة. قبل إرسال أو تلقي أية رسائل في بداية كل يوم، يقوم مشغلو الإينيغما باختيار الدوار وضبط إعدادات الحلقة لهذا اليوم؛ فبعد تحديد الدوارات الثلاثة، يضبطون إعدادات الحلقة، ويمكن القيام بذلك قبل تركيب الدوارات على محورها أو بعد إدخالها في الآلة. كان من الممكن ضبط إعدادات حلقة الدوارات المحملة بتحريك دبوس التثبيت المحمل بنابض إلى اليمين وتحريك الدوار لعرض الحرف المحدد. اعتقد هيريفل أنه من المحتمل أن يعدل بعض المشغلين الحلقات على الأقل بعد تركيب الدوارات في الآلة. وبعد ضبط الحلقات الأبجدية، يجب على المشغل أن يحرك الدوارات بعيدًا عن المواضع التي تعرض الأحرف الثلاثة لضبط الحلقة في النوافذ، لكن بعض المشغلين لم يفعلوا ذلك.
راودت هيريفل فكرة عظيمة في إحدى الأمسيات في فبراير من عام 1940 بينما كان يرتاح أمام نيران منزله. وهي أن المشغلين المجهدين والكسالى، الذين أعدّوا الحلقات أثناء وجود الدوارات في الآلة، ربما تركوا ضبط الحلقة عند الجزء العلوي أو بالقرب منه واستخدموا هذه الأحرف الثلاثة في الرسالة الأولى من اليوم.
يتبع مشغل الإرسال نهجًا معياريًا لكل رسالة مرسلة. وبدءًا من سبتمبر عام 1938، كان يستخدم موضعًا أوليًا لتشفير المؤشر وإرساله بشكل واضح، ويتبعه مفتاح الرسالة التي شُفرت عند هذا الضبط. إذا كان الضبط الأساسي هو GKX على سبيل المثال، فإنه يستخدم الإينيغما مع ضبط الدوارات على GKX لتشفير ضبط الرسالة الذي قد يختاره ليكون RTQ؛ والذي قد يُشفر ليصبح LLP. (كُرر ضبط الرسائل المشفرة قبل مايو من عام 1940 لكن هذا لا يشكل أي اختلاف بالنسبة لرؤية هيريفل). ثم يحول المشغل دواراته إلى RTQ ويشفر الرسالة الفعلية. وبالتالي يكون مطلع الرسالة هو الإعداد الأساسي غير المشفر (GKX)، يليه ضبط الرسالة المشفر (LLP). يمكن لمشغل الإينيغما المتلقي أن يستخدم المعلومات لاستعادة ضبط الرسالة ثم فك تشفيرها.
يجب اختيار الضبط الأساسي (GKX في المثال أعلاه) بشكل عشوائي، لكن هيريفل أوضح أنه إذا كان المشغلون كسولين أو في عجلة من أمرهم أو تحت ضغط آخر؛ فقد يستخدمون ببساطة أي ضبط للدوار ظاهر على الآلة. وإذا كانت هذه هي الرسالة الأولى من اليوم، وكان المشغل قد ضبط إعدادات الحلقة باستخدام الدوارات الموجودة بالفعل داخل الآلة، فقد يكون موضع الدوار الظاهر حاليًا على الآلة هو ضبط الحلقة نفسه أو قريبًا جدًا منه. (إذا حدث هذا الموقف في المثال أعلاه فسيكون GKX هو ضبط الحلقة أو قريبًا منه).
استخدم محللو الشيفرات البولنديون الفكرة في مقر القيادة برونو خلال الحرب الزائفة.